# Segundo Ramírez
Segundo Ramírez (Coronda, Santa Fe, 2 de julio de 1852 — San Antonio de Areco, Buenos Aires, 20 de agosto de 1936) fue un gaucho argentino que sirvió de inspiración para el personaje principal de Don Segundo Sombra (1926) de Ricardo Güiraldes.

## Biografía
Nació el 2 de julio de 1852, pero su lugar de origen es dudoso; algunas fuentes aseveran que nació en San Pedro, otras en San Nicolás de los Arroyos y su acta de matrimonio certifica que fue en Coronda, Santa Fe —donde incluso tiene un monumento—. Era analfabeto y jornalero, hijo de Manuel Ramírez y Carmen Rodríguez, criados de Santiago Ramírez. Recorrió diversos pagos de la provincia de Buenos Aires, entre ellos San Pedro, donde enviudó por primera vez. Más tarde, emigró a San Antonio de Areco y en 1903, se convirtió en peón en «El Flamenco» o «El Doblado Grande», ambas estancias pertenecientes a la familia Castex.
Luego, tomó contacto por primera vez con los Güiraldes. Estuvo al cuidado de ocho yeguas en la estancia «La Porteña» y, terminada su labor, entró a un obraje rural en Zárate, hasta que regresó a Areco, más precisamente al puesto «La Lechuza» de la estancia «La Fe», propiedad de José Antonio Güiraldes, hermano del autor de Don Segundo Sombra. Ahí, fue donde conoció al escritor Ricardo Güiraldes, en aquellos tiempos un adolescente, que lo convertiría en el protagonista de la novela que se publicaría recién en mayo de 1926. Güiraldes lo definió en una carta como un «símbolo racial» por quien sentía profunda admiración y amistad.
El historiador Ricardo Monserrat, que lo conoció, lo describió:

«(Don Segundo) era pura pinta, un tipo muy particular, después con el tiempo fui elaborando la propia imagen, era la imagen del gaucho de esos tiempos, vestía de chiripá, murió vestido de chiripá... En San Antonio no le hacían mucho caso, yo le hacía caso porque lo tenía a diez metros todos los días, porque los Monserrat nacimos en una casa donde está ahora el Consejo Escolar».

El libro Don Segundo Sombra, por su parte, lo detalló de la siguiente manera:

«El pecho era vasto, las coyunturas huesudas como las de un potro, los pies cortos con un empeine a lo galleta, las manos gruesas y cuerudas como cascarón de peludo. Su tez aindiada, sus ojos ligeramente levantados hacia las sienes y pequeños. Para conversar mejor habíase echado atrás el chambergo de ala escasa, descubriendo un flequillo cortado como crin a la altura de las cejas».
Descripción de Don Segundo Sombra.

Tras la publicación del libro, Ramírez logró una fama inesperada. En su casa de San Antonio de Areco, recibía visitas tales como las de Alfonso Reyes, Hermann Graf Keyserling y Waldo Frank, pero también, según relató Jorge Luis Borges, «lo buscaban para pelearlo los cuchilleros más mentados de Areco: el Toro, su hijo el Torito y Andrés Soto, molestos por su gloria literaria».
Ricardo Guiraldes murió en París el 8 de octubre de 1927. Sus restos fueron recibidos en Buenos Aires por el presidente Marcelo Torcuato de Alvear y sus restos, escoltados por gauchos —entre ellos Ramírez—, fueron sepultado en San Antonio de Areco. Al despedirlo, Ramírez pronunció: «Descanse en paz, patroncito».
Contrajo nupcias en dos oportunidades; la primera vez fue a los 32 años de edad, en 1884, con Venancia Ulloa, y la segunda fue en la vejez, el 15 de mayo de 1934, con Petrona Cárdenas, quien murió al poco tiempo, ya enferma, a los 78 años. Entre sus oficios, consta que fue jornalero, resero y domador.
Su última entrevista apareció en la revista Caras y Caretas N.º 1917 de julio de 1936, donde fue descripto como un hombre «acorralado, embretado, como objeto inútil, entre esas cuatro paredes (...) sus ojos pequeñitos y redondos, hechos a la visión de los vastos horizontes, vanse obscureciendo en una cerrazón lenta y segura». En una ocasión, unos amigos le preguntaron a Ramírez por su salud y este respondió: «¡Cállense, ando más enojao!». «¿Y qué le pasa, don Segundo?». «Cómo no voy a renegar, siendo tan duro para morir».
Segundo Ramírez falleció el 20 de agosto de 1936, cuando contaba con 84 años de edad. Su sepulcro es sencillo y se halla en el cementerio de San Antonio de Areco junto al de su esposa, Petrona Cárdenas de Ramírez, y a tres metros del de Ricardo Güiraldes.